# Animals United

Animals United (Konferenz der Tiere en Alemán y Animales al ataque en Hispanoamérica) es una película animada alemana de animación de 3D de comedia, drama y aventura dirigida y producida por Reinhard Klooss y Holger Tappe. La película se basa en el libro infantil de 1949 del autor Erich Kästner y cuentan con las voces de Ralf Schmitz, Thomas Fritsch,
Bastian Pastewka, Bianca Krah, Margot Rothweiler, Peter Gröger, Constantin von Jascheroff y Nicola Devico Mamone en su versión alemana. Mientras que en su versión en inglés son hechas por James Corden, Stephen Fry, Dawn French,
Joanna Lumley, Jim Broadbent, Vanessa Redgrave, Billie Pipe, Tom Wayland, Andy Serkis, Jason Donovan, Omid Djalili y Mischa Goodman.
La película se estrenó el 7 de octubre de 2010 y narra la historia en que Billy el suricato y su amigo el león Sócrates, emprenden una búsqueda épica para descubrir por qué su río se ha secado inesperadamente.

## Trama
La película está ambientada en la Delta del Okavango, y los personajes principales son un suricato llamado Billy y un león llamado Sócrates. La inundación anual no ha llegado al Delta, el agua se ha vuelto escasa y los animales nativos luchan ferozmente por ella. Billy y Sócrates se propusieron a encontrar más agua, y durante su búsqueda se encuentran con un grupo de animales de todo el mundo: una osa polar llamada Sushi, un canguro llamado Toby, un demonio de Tasmania llamado Risueño, dos tortugas Galápagos llamadas Winifred y Winston, un gallo llamado Charles y un chimpancé llamado Toto, a todos los cuales les han arruinado la vida los humanos de alguna manera y han viajado a África. 
Los animales pronto descubren la razón de la falta de agua en el Delta: se ha construido una presa para suministrar energía a un complejo de lujo propiedad de un hombre llamado Sr. Smith. Hunter, un cazador furtivo, secuestra a Sócrates, mientras los otros animales escapan. Los animales celebran una conferencia donde Winifred y Winston explican el futuro mortal que podría ser posible para los animales. Después de la conferencia, sin embargo, Winifred y Winston fallecen. Ese día, Billy y los otros animales viajan a través del "Valle de la Muerte" hacia la presa. Hunter ve a los animales e intenta detenerlos con una avioneta, pero Toto lo detiene. 
Maya, la hija del Sr. Smith, libera a Sócrates de su jaula y envía a Hunter por un conducto. Abajo en el fondo de la presa, los búfalos y los rinocerontes, incluidos Chino y Biggie, cargan contra la presa. Billy golpea una roca en una rampa en la presa, que enciende un misil de la avioneta de Hunter, que destruye la presa y libera el agua. 
Para celebrar el regreso del agua, tienen una fiesta. Después de la fiesta, los animales viajan a la ciudad de Nueva York, donde la película termina con los animales caminando por la ciudad (Con el fin de enseñarles una lección a los humanos por sus acciones por hacer daño a la naturaleza y que no son los únicos en el mundo) con las ballenas en el fondo.

## Personajes

### Suricatos
- Billy - Protagonista de la película. Billy es un suricato gris de ojos verdes. Él es aventurero, torpe, fácil de asustar pero de buen corazón y quiere encontrar agua para beber. Quiere tomar algo para sí mismo con una botella hecha de una calabaza de color naranja con un corcho. También le gusta el golf, tocar el tambor y cantar.

- Bonnie - Bonnie es la esposa de Billy y miembro leal pero preocupada de la familia de suricatos. Ella tiene pelaje marrón y ojos marrones claros en comparación con el pelaje gris y los ojos verdes de su esposo.

- Junior - Es el hijo de Billy y Bonnie que quiere hacer una de las cosas que le gusta hacer a su padre, como tomar un poco de agua con una calabaza.

- Otros suricatos - A menudo se burlan de Junior sobre la promesa de su padre, pero están convencidos al final.

### Otros animales
- Sócrates - Es un león vegetariano con una cicatriz en la cara y el mejor amigo de Billy. Su objetivo es vencer al cazador en venganza por su hermano Mambo.

- Angie - La elefante con cabello rubio atado en una cola de caballo. También es la presidenta del Okavango de África.

- Giselle - Una jirafa reticulada con maquillaje en la cara y flequillo rubio en la cabeza. Ella también es la mejor amiga de Angie.

- Winston - Un tortuga Galápago que estuvo vivo por más de 700 años. Es 12 años mayor que su esposa, Winifred. Él fallece poco antes del clímax.

- Winifred - Una tortuga Galápago y la esposa de Winston que también estuvo viva durante más de 700 años. Ella fallece poco antes del clímax.

- Charles - Es un gallo con acento francés que lidera a los otros animales.

- Sushi - Es una osa polar hembra que fue obligada a huir por el calentamiento global.

- Toby - Es un canguro rojo que le gusta beber cerveza.

- Ken - Un koala que ha sido rescatado después de que otro incendió un arbusto en Australia.

- Risueño - Un demonio de Tasmania que se hace amigo de Toby el canguro. Además de su falta de inteligencia, torpeza e incapacidad para hablar, Risueño es conocido por sus grandes y flatulentos problemas, pero también es atento, amable y leal.

- Toto - Es un chimpancé domesticado que sirvió como sujeto de prueba animal en un crucero.

- Biggie - Es el líder de la manada de rinoceronte blancos y rival de Chino.

- Chino - Es el líder de la manada de búfalos y rival de Biggie.

- Bob - Es un cerdo hormiguero que trompetea como un elefante.

- La Pantera - Es una pantera negra que vive en el valle de la muerte y se convierte en vegetariano después de temer a Charles por su valiente acto.

- Bongo - Es un langur marrón que trabaja como peluquero para otros animales.

### Humanos
- Sr. Smith - Es el guía turístico del hotel que inicialmente nunca se preocupa por los animales sino por el dinero. Al final, cuando los animales recuperan el agua, el hotel queda en quiebra.

- Maya Smith - La hija de Smith que es amable y ama a los animales.

- Hunter - Es un cruel, inescrupuloso, sádico y egoísta cazador de animales que mató al hermano de Sócrates, Mambo..

- Datos: Q708816